# Winter Beach
Winter Beach és una concentració de població designada pel cens dels Estats Units a l'estat de Florida. Segons el cens del 2000 tenia 965 habitants.

## Demografia
Segons el cens del 2000, Winter Beach tenia 965 habitants, 373 habitatges, i 298 famílies. La densitat de població era de 54,1 habitants/km².
Dels 373 habitatges en un 23,6% hi vivien nens de menys de 18 anys, en un 70,8% hi vivien parelles casades, en un 6,4% dones solteres, i en un 20,1% no eren unitats familiars. En el 15,5% dels habitatges hi vivien persones soles el 7% de les quals corresponia a persones de 65 anys o més que vivien soles. El nombre mitjà de persones vivint en cada habitatge era de 2,51 i el nombre mitjà de persones que vivien en cada família era de 2,76.
Per edats la població es repartia de la següent manera: un 19,2% tenia menys de 18 anys, un 4,5% entre 18 i 24, un 23,2% entre 25 i 44, un 27,2% de 45 a 60 i un 26% 65 anys o més.
L'edat mediana era de 47 anys. Per cada 100 dones de 18 o més anys hi havia 102,6 homes.
La renda mediana per habitatge era de 85.091 $ i la renda mediana per família de 87.400 $. Els homes tenien una renda mediana de 26.591 $ mentre que les dones 29.286 $. La renda per capita de la població era de 35.169 $. Entorn del 2% de les famílies i el 2,2% de la població estaven per davall del llindar de pobresa.

## Poblacions més properes
El següent diagrama mostra les poblacions més properes.